# Стоян Ганев
Стоян Димитров Ганев (болг. Стоян Димитров Ганев; 23 липня 1955, Пазарджик — 1 липня 2013, Грінуіч, Коннектикут) — болгарський політик, один з лідерів Союзу демократичних сил (СДС) на початку 90-х років XX століття. Віцепрем'єр і міністр закордонних справ в уряді Філіпа Димитрова (1991—1992). Голова Генеральної Асамблеї ООН (1992).

## Життєпис
Стоян Ганев народився 23 липня 1955 року в Пазарджику. Закінчив математичну середню школу (1973) та право в Софійському університеті Святого Климента Охридського (1979), захистив дисертацію в Московському державному університеті Ломоносова (1985).
До 1989 року був викладачем конституційного права в Софійському університеті та у Вищій спеціальній школі Георгія Димитрова (сьогоднішня Академія МВС). Він є викладачем з міжнародної політики та права у Фонді Конрада Аденауера та в Ротарі Інтернешнл.
З квітня 1990 року він був співголовою Об'єднаного демократичного центру, членом ОДЦ. Він був обраний речником ОДЦ (6 липня 1990 р.). З 18 жовтня 1992 по 16 травня 1993 рр. був головою Об'єднаного християнсько-демократичного союзу (колишній ОДЦ). При формуванні уряду Філіпа Димитрова він став віцепрем'єр-міністром Ради Міністрів (8 листопада 1991 р. — 20 травня 1992 р.) та міністром закордонних справ (до 30 грудня 1992 р.).
У 1992 році Стоян Ганев очолив болгарську делегацію на 47-й сесії Генеральної Асамблеї ООН. Східноєвропейська група обрала його головою (25 липня 1992 р.) та він головував на сесії (15 вересня 1992 р.). Він залишився на цій посаді після відставки кабінету Філіпа Димитрова (30 грудня 1992 р.). 15 червня 1993 р. Конституційний суд постановив (хоча термін його повноважень президента Генеральної Асамблеї ООН на один рік закінчився), що його посада є несумісною з посадою депутата, та його термін у парламенті Болгарії був припинений.
Після своєї роботи в ООН Стоян Ганев залишається в США. З 1996 року він був професором в Університеті Бріджпорта, штат Коннектикут, і в Нью-Йоркському університеті>.
Помер 1 липня 2013 року в лікарні після крововиливу в мозок.